# Franklin D. Roosevelt
Franklin Delano Roosevelt, även känd under initialerna FDR, född 30 januari 1882 i Hyde Park i New York, död 12 april 1945 i Warm Springs i Meriwether County, Georgia, var en amerikansk jurist och politiker (demokrat) som var USA:s 32:a president åren 1933–1945 och en centralgestalt i världshändelserna under den första halvan av 1900-talet. Han ledde USA genom en period av global ekonomisk depression och under andra världskriget. 
Roosevelt var en dominant ledare inom demokraterna och är den enda amerikanska president som valts för fler än två mandatperioder på denna post; därmed är han också den amerikanske president som regerat längst, tolv år. Hans ekonomiska program New Deal förändrade amerikansk politik efter 1932, samtidigt som hans inrikespolitik definierade amerikansk liberalism för en stor del av det återstående 1900-talet.
Hans personliga seger över polio bidrog till hans osvikliga optimism, och hans aktivism ledde till en förnyelse av den nationella andan. Han arbetade nära Winston Churchill och Josef Stalin med att leda de allierade mot Tyskland och Japan under andra världskriget.
Roosevelt dominerade inte bara den amerikanska politiken under de tolv åren av sitt presidentskap, utan även för årtionden efteråt. FDR:s New Deal Coalition enade fackföreningar, storstadsfolk, folk med vit etnicitet, afroamerikaner och landsbygdens vita sydstatare. Han påverkade också skapandet av FN och Bretton Woodssystemet. Han rankas stadigvarande som en av de tre bästa amerikanska presidenterna genom tiderna.

## Biografi
Franklin Delano Roosevelt föddes den 30 januari 1882 i Hyde Park i New York. Han var det enda barnet till James Roosevelt (1828-1900) och Sara Delano (1853–1941). Han hade en äldre halvbror vid namn James Roosevelt Jr (1854–1927). Han kom från en förmögen familj, särskilt på moderns sida.
Roosevelt avlade 1903 en kandidatexamen (B.A.) i historia vid Harvard University. Därefter började han studera juristprogrammet vid Columbia University.
Den 17 mars 1905 gifte sig Roosevelt med Eleanor Roosevelt, vars far var Franklins femmänning. Den gemensamme anfadern Nicholas Roosevelt var son till Claes van Rosenvelt, en nederländsk invandrare som någon gång på 1640-talet anlänt till Nya Amsterdam (dagens New York). Eleanor var brorsdotter till den dåvarande presidenten Theodore Roosevelt. Franklin och Eleanor fick sex barn: Anna (1906–1975), James (1907–1991), Franklin D. Jr (mars-november 1909), Elliott (1910–1990), Franklin D. Jr (1914–1988) och John (1916–1981).
Franklin hade en utomäktenskaplig affär med Eleanors sekreterare Lucy Mercer. Förhållandet inleddes strax efter att denna anställts 1914 och upptäcktes av Eleanor i september 1918 när hon hittade brev i Franklins väskor. Enligt Rooseveltfamiljen erbjöd Eleanor skilsmässa, men Lucy kunde inte gifta sig med en skild man, eftersom hon var katolik. Lucys släktingar hävdar å andra sidan att hon ville gifta sig med Franklin men att "Eleanor inte var villig att stiga åt sidan". Enligt Jean Edward Smiths bok FDR är det högst sannolikt att Eleanor verkligen lämnade ett erbjudande om "att ge Franklin hans frihet". De försonades dock efter medling av Roosevelts rådgivare och vän Louis Howe, och FDR lovade att aldrig mer träffa Lucy. Franklin och Lucy fortsatte att brevväxla och höll en formell kontakt, men de började inte ses igen förrän 1941. Lucy fick då kodnamnet "Mrs. Johnson" av Secret Service. Lucy var med honom när han dog 1945. Det var först på 1960-talet, som affären blev känd för allmänheten.
Roosevelt deltog 1909 i ett utgrävningsförsök på Oak Island, Nova Scotia, där man försökte finna den skatt, som Kapten Kidd enligt legenden skall ha grävt ner på ön. Ingen skatt hittades dock.

## Politisk karriär
Roosevelt blev invald i delstaten New Yorks senat (ej att förväxla med USA:s senat) 1910. Han fick då flytta till delstatens huvudstad, Albany. Han blev omvald 1912 men avgick året därpå då han tillträdde som biträdande sjöminister i Woodrow Wilsons regering. År 1920 valdes Roosevelt som vicepresidentkandidat till demokraternas presidentkandidat James M. Cox. Paret förlorade dock stort mot Harding/Coolidge. Efter valförlusten började Roosevelt arbeta som jurist i New York.

## Poliosjukdomen

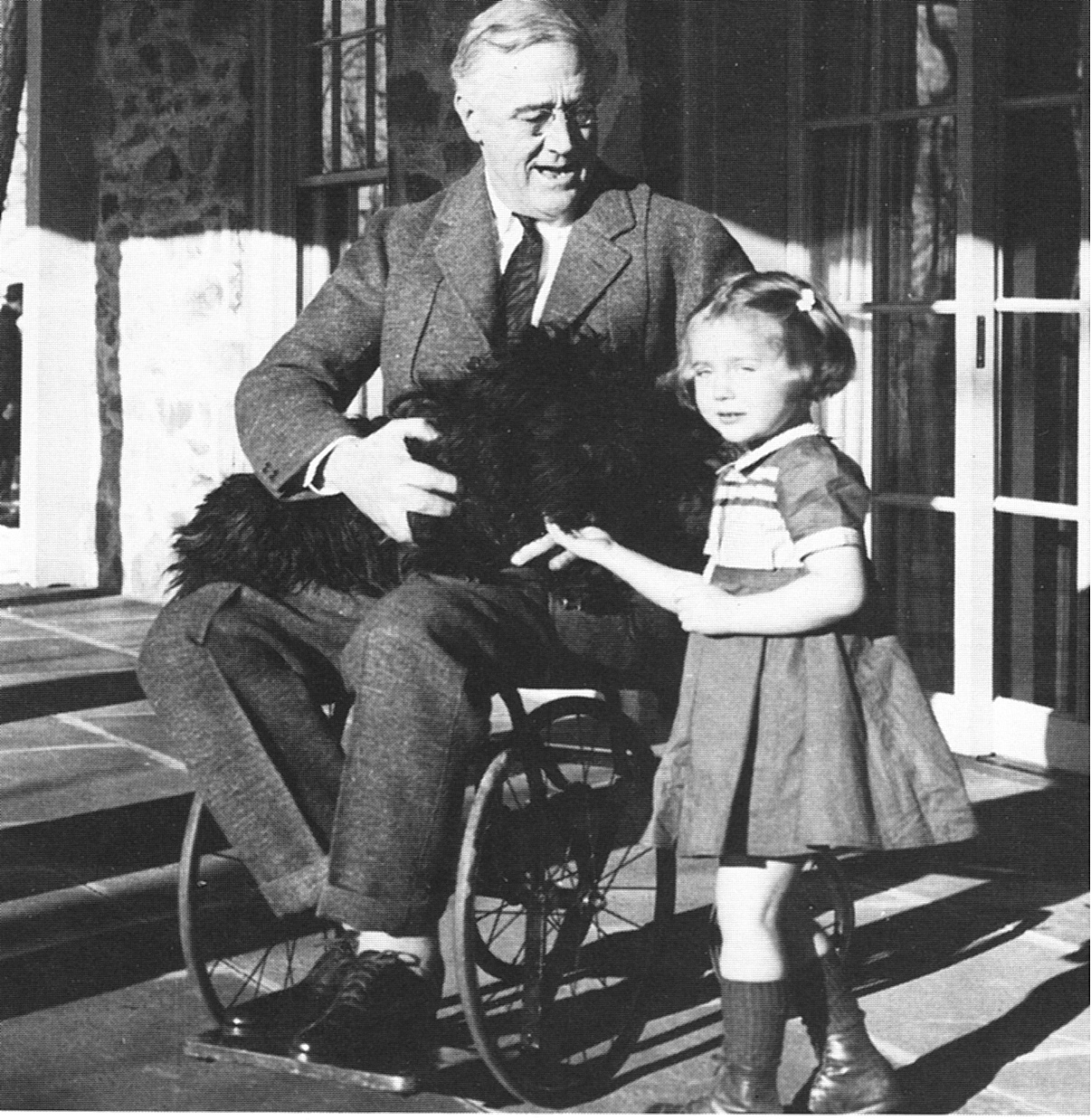
Ett av få kända fotografier på Roosevelt i rullstol

I augusti 1921 drabbades Roosevelt av vad man då trodde var polio och blev förlamad från midjan och nedåt. I början av 1900-talet kunde man inte ställa en säker diagnos. Enligt en rapport från 2003 kan det istället ha varit Guillain-Barrés syndrom som Roosevelt drabbades av. Hur som helst så fanns det inte något effektivt botemedel mot någon av sjukdomarna 1921. 
År 1924 reste Roosevelt till ett rehabiliteringscenter i Warm Springs i Georgia. Där tränade han i varma badbassänger och lyckades efter något år att gå på botten av bassängen. Till slut kunde han gå med hjälp av benskenor då han svingade fram benen med hjälp av överkroppen, stöd av en käpp och i armkrok med någon, även om det var mycket fysiskt ansträngande. År 1926 köpte Roosevelt rehabiliteringscentret och inriktade det på enbart poliosjuka; det kallades Roosevelt Warm Springs Institute for Rehabilitation. Institutet är i drift än idag. Han återvände ofta till Warm Springs och det var där han som president senare skulle komma att avlida.
Roosevelt grundade välgörenhetsorganisationen National Foundation for Infantile Paralysis 1938, senare känd som March of Dimes, för att besegra virussjukdomen polio. Efter att Jonas Salk utvecklat det första poliovaccinet 1955, utökades organisationens fokus till att förebygga förtidsbörd och spädbarnsdödlighet.

## Återkomst till politiken

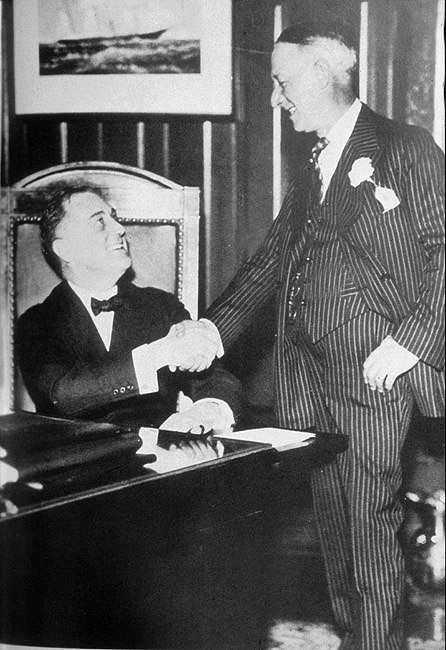
Roosevelt tillsammans med Al Smith 1930.

I samband med det Demokratiska partiets konvent inför valet 1928 gjorde Roosevelt sitt första officiella framträdande på flera år, då han presenterade nomineringen av Al Smith som presidentkandidat, vilket han även hade gjort fyra år tidigare. Smith skulle senare kritisera Roosevelts socialpolitik under dennes presidentskap.
Al Smith övertalade i sin tur Roosevelt att ställa upp i guvernörsvalet i New York samma år. Smith förlorade presidentvalet mot republikanen Herbert Hoover men Roosevelt vann mycket knappt mot Albert Ottinger, med en marginal på 25 608 av mer än fyra miljoner röster. Det var något osäkert för Roosevelt och hans medarbetare om han skulle vinna, eftersom han hade en funktionsnedsättning. Illusionen av att han gick gjorde så att folk trodde att han hade återhämtat sig. Han lät måla sina skenor svarta och bar därför alltid svarta skor och svarta strumpor så att skenorna knappt syntes.
Vid omvalet 1930 fokuserade republikanerna och deras kandidat Charles H. Tuttle sin kampanj på korruptionen i Tammany Hall. Demokraternas politiska maskin, som till stor del styrde politiken i staden New York och Roosevelt, som var beroende av organisationens stöd, försökte undvika frågan och talade istället om förbättringar för arbetslösa och ålderspensionärer. Hooveradministrationen i Washington, D.C. ansåg att det bästa sättet att stoppa Roosevelt från att bli president 1932 var att besegra honom i guvernörsvalet 1930 och sände därför tre regeringsföreträdare för att stödja Tuttle, men trots det vann Roosevelt med den största marginalen i delstatens historia. Han bestämde sig då för att ställa upp i nästa presidentval.
Som guvernör genomförde Roosevelt en rad sociala reformer. Den ekonomiska depressionen hade gjort att han flyttat sig längre till vänster. Bland annat initierade han TERA, Temporary Emergency Relief Administration, som var ett program för stöd till arbetslösa.

## Presidentvalet 1932
1932 ställde Roosevelt upp som presidentkandidat inför presidentvalet. Hans främsta utmanare vid demokraternas partikonvent i Chicago var Al Smith som bland annat stöddes av Tammany Hall-maskinen. Roosevelt ledde stort redan efter den första omröstningen på konventet, men behövde två tredjedels majoritet. Vid den andra och tredje omgången fick han fortfarande inte tillräckligt många. Till slut erbjöds John Nance Garner, en annan av kandidaterna, att bli Roosevelts vicepresident, och Garner drog sig ur och stödde Roosevelt, så att denne kunde segra efter fyra röstningsomgångar och Garner istället bli vicepresident. Roosevelt, som hade befunnit sig i Albany och följt röstningen på radio, flög nästa dag till Chicago för att hålla sitt nomineringstal. Han lovade statliga insatser mot depressionen. I talet använde Roosevelt för första gången begreppet New Deal. 
Med den populära låten "Happy Days Are Here Again" som sin kampanjlåt besegrade Roosevelt enkelt den sittande presidenten Herbert Hoover, vilken Roosevelt framgångsrikt anklagade för att inte kunna möta depressionen.
Den 15 februari 1933, när Roosevelt höll tal i Bayfront Park i Miami, Florida, utsattes han för ett attentat. Gärningsmannen, Giuseppe Zangara, missade Roosevelt med några centimeter men fem andra personer träffades av pistolskotten, däribland Chicagos borgmästare Anton Cermak som avled av sina skador. Även en kvinna som träffades i magen dog. Vid det kritiska ögonblicket hade en åskådare slagit på Zangaras arm med sin handväska. Zangara var en arbetslös murare och agerade på egen hand. I polisförhören sade han att han hatade rika och mäktiga människor men inte hade något emot Roosevelt personligen. Han dömdes senare till döden. Det finns teorier om att Zangara hade för avsikt att mörda Cermak och inte Roosevelt, men de stöds inte av tillgängliga bevis.

## President Roosevelt

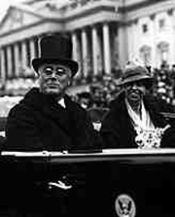
Franklin och Eleanor Roosevelt på installationsdagen i mars 1933.

Efter börskraschen 1929 lanserade Roosevelt, som nyvald president 1933, sin keynesianskt inspirerade politik, den så kallade New Deal, Den nya given, som innebar kraftigt ökade statliga ingrepp i ekonomin. Det var i sitt installationstal, som han yttrade den kända frasen, "Vi har ingenting att frukta, förutom fruktan själv.". 
Under sina första hundra dagar i regeringsställning, vilka inleddes den 4 mars 1933, genomförde Roosevelt omfattande lagstiftning och utfärdade ett överflöd av verkställande order som instiftade hans New Deal - en stor mängd olika program, vilka syftade till att producera jobb (statliga jobb för arbetslösa), återhämtning (ekonomisk tillväxt), och reformer (genom reglering av Wall Street, banker och transport). Ekonomin förbättrades snabbt mellan 1933 och 1937, men återföll sedan i en djup recession. Den konservativa koalition som bildades år 1937 hindrade hans reformer av Högsta domstolen samt avskaffade många av krisprogrammen samtidigt som arbetslösheten minskade under andra världskriget. De flesta av regleringarna upphörde omkring 1975 till 1985, med undantag för regleringen av Wall Street genom Securities and Exchange Commission, vilken fortfarande existerar. Genom flera mindre program skapades större överlevnadsprogram som inkluderar Federal Corporation Deposit Insurance, som bildades 1933, och social trygghet, vilken kongressen antog 1935. 
Roosevelt valde att återuppta de diplomatiska förbindelserna med Sovjetunionen i början av sin presidenttid. Under andra världskriget inledde han ett gott samarbete med Josef Stalin om hur kriget skulle utkämpas.
I presidentvalet 1936 vann Roosevelt en storartad seger, med 98 procent av elektorsrösterna över republikanen Alf Landon.
När andra världskriget skymtade efter 1938, i och med den japanska invasionen av Kina och Nazitysklands aggression, gav FDR starkt diplomatiskt och ekonomiskt stöd till Kina och Storbritannien, samtidigt som USA behöll en officiellt neutral position. Hans mål var att göra USA till en "Demokratins arsenal" genom att leverera ammunition till de allierade. I mars 1941 skapade Roosevelt, med kongressens godkännande, ett "Lend-Lease bistånd" till de länder som kämpade mot Nazityskland tillsammans med Storbritannien. 
Flygaren och isolationisten Charles Lindbergh, liksom antikrigsgruppen America First Committee, var bland de största kritikerna.
Inför presidentvalet 1940 beslöt Roosevelt att ställa upp för en tredje mandatperiod, vilket var emot en oskriven regel som hade gällt sedan George Washington inte ställde upp för omval 1796. Både Ulysses S. Grant och Theodore Roosevelt hade kritiserats för att de försökte få en tredje mandatperiod 1880 respektive 1912. Sedan 1937 hade Roosevelt och hans vicepresident John N. Garner blivit bittra fiender. Som ny medkandidat valde Roosevelt därför den mycket liberale jordbruksministern Henry A. Wallace. Garner ställde också upp i nomineringsvalet mot Roosevelt, men presidenten fick stort stöd från sitt parti för nomineringen. Roosevelt segrade slutligen i valet mot republikanen Wendell Willkie.
Den 7 december 1941 anföll Japan flottbasen Pearl Harbor på Hawaii. Dagen därpå röstade kongressen för ett krig mot Japan och tre dagar senare förklarade även Tyskland krig mot USA. Roosevelt kallade attacken ett, "datum som kommer att leva i vanära".
Roosevelt övervakade mobiliseringen av den amerikanska ekonomin för att stödja de allierades krigsinsatser. Som aktiv militär ledare implementerade Roosevelt en övergripande krigsstrategi på två fronter som slutade i nederlag för Axelmakterna samt utvecklingen av världens första atombomb. År 1942 genomförde Roosevelt internering av 100 000 civila japan-amerikaner. Arbetslösheten sjönk till 2 %, krisprogrammen avslutades och den industriella ekonomin växte snabbt till nya höjder samtidigt som miljontals människor flyttade till nya jobb och 16 miljoner män och 300 000 kvinnor gick ut i militärtjänst.
Allt sedan 1940 var Roosevelt mycket sjuk i perioder. Fysisk överansträngning på grund av sjukdomen och stress var några av faktorerna. I början av 1944 blev det värre. Han hade högt blodtryck, hjärtflimmer, ateroskleros och emfysem, till följd av att Roosevelt var storrökare. Hans läkare gav honom prognosen  att hans tid kvar i livet var begränsad. Trots detta valde Roosevelt att kandidera till en fjärde mandatperiod 1944. Han skrev att han hade en skyldighet såsom en soldat att utföra sitt uppdrag till fullo.
På kort tid magrade Roosevelt och blev märkbart sämre, trots detta försäkrade hans läkare att presidentens hälsa var god.

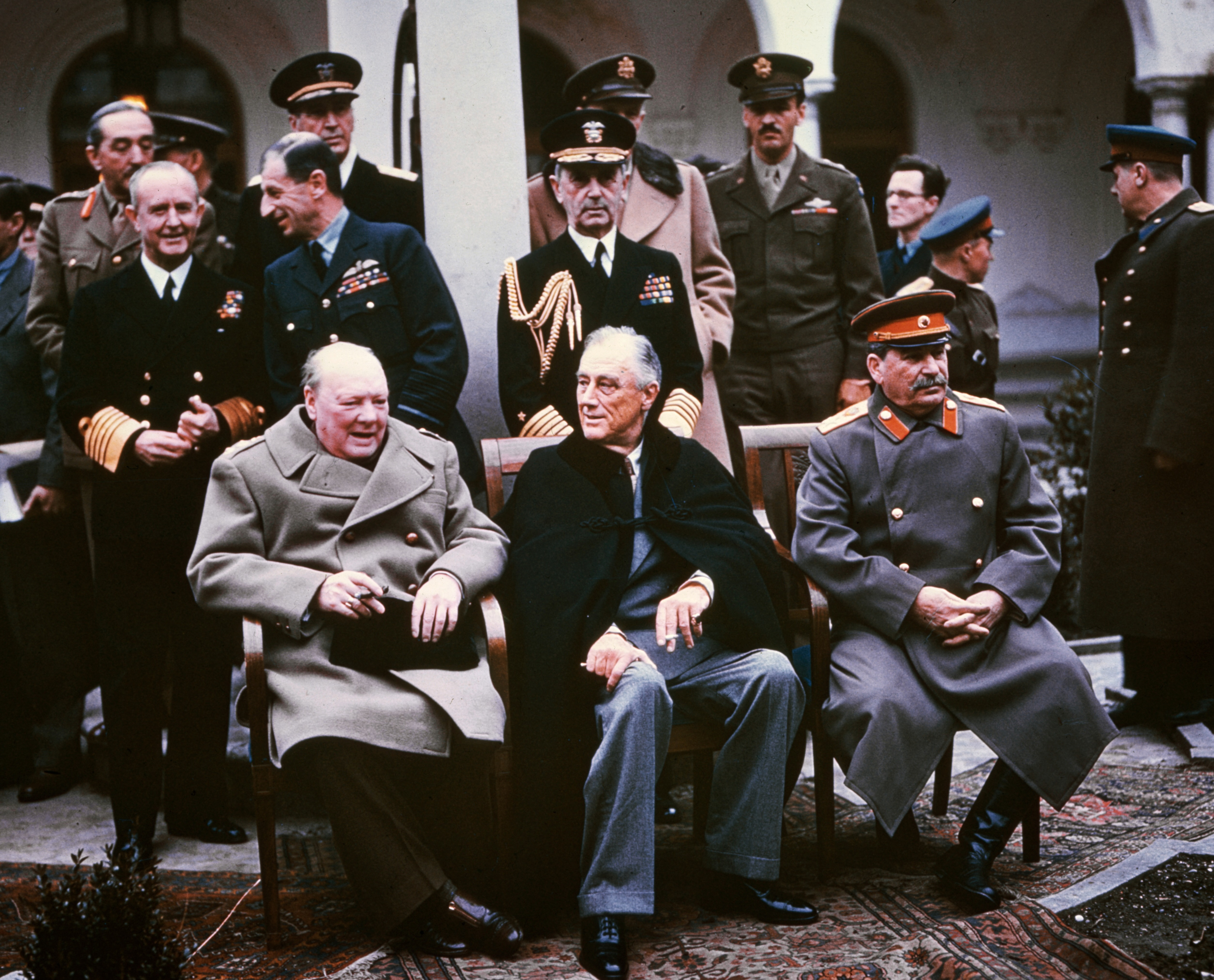
De tre stora: Churchill, Roosevelt och Stalin vid Jaltakonferensen 1945.

Inför sin fjärde mandatperiod valde han också att byta ut sin vicepresident Henry A. Wallace, efter påtryckningar från partiföreträdare inom Demokraterna, eftersom Wallace uppfattades som opålitlig och för vänsterinriktad. Istället valdes Harry S. Truman, då senator från Missouri, till vicepresidentkandidat. Roosevelt vann mot Thomas E. Dewey i valet.  Roosevelt inledde sin fjärde ämbetsperiod den 20 januari 1945 och på grund av hans vacklande hälsa flyttades den sedvanliga ceremonin från Kapitolium till Vita Husets veranda. 
I februari 1945 gjorde Roosevelt den långa resan till Sovjetunionen till Jaltakonferensen där han träffade Winston Churchill och Josef Stalin. Roosevelt hade blivit ombedd att inte åka på grund av sin hälsa men valde att åka ändå. Hans främsta mål under konferensen var bildandet av Förenta Nationerna.
Roosevelt återvände till Washington mycket nöjd över konferensen och talade inför USA:s kongress den 1 mars 1945 och berättade då för första gången att han hade en funktionsnedsättning då han för första gången höll ett anförande i kongressen sittande. Han inledde anförandet med orden; "Jag hoppas att ni ursäktar mig för den ovanliga situationen att jag förblir sittande under presentationen, men det blir mycket lättare för mig än att ha fem kilo stål på mina ben."
Roosevelt avled den 12 april 1945 i sin bostad i Warm Springs i Georgia av en hjärnblödning. Han efterträddes av vicepresidenten Harry S. Truman. Truman hann bara vara vicepresident i 82 dagar innan presidenten avled. Till dess hade Truman helt hållits utanför och hade ingen aning om vad som föregick i Vita huset. 
Roosevelt omvaldes tre gånger och vann fyra presidentval (1932, 1936, 1940, 1944). Han innehade sitt ämbete ända fram till sin död i april 1945, bara 82 dagar in i sin fjärde mandatperiod, bara någon månad före Nazitysklands kapitulation. Två år senare föreslog kongressen det 22:a tillägget till den amerikanska konstitutionen som gör det omöjligt för en president att ställa upp för omval mer än en gång.
Roosevelt är den president som har haft flest vicepresidenter: John N. Garner, Henry A. Wallace och Harry S. Truman, och är också en av de nio presidenter som har efterträtts av sin vicepresident under en mandatperiod.

### Utnämningar till Högsta domstolen
President Roosevelt utsåg åtta domare till USA:s högsta domstol, mer än någon annan president utom George Washington, som utsåg tio. År 1941 var åtta av de nio domarna utsedda av Roosevelt. Dessutom befordrades Harlan Fiske Stone av Roosevelt till chefsdomare.
- Hugo Black – 1937
- Stanley Forman Reed – 1938
- Felix Frankfurter – 1939
- William O. Douglas – 1939
- Frank Murphy – 1940
- Harlan Fiske Stone (Chefsdomare) – 1941
- James Francis Byrnes – 1941
- Robert H. Jackson – 1941
- Wiley Blount Rutledge – 1943